# Menocares
Menocares (Menochares, Μηνοχάρης) fou un oficial de Demetri I Soter, rei selèucida el 161 aC, que s'havia escapat de Roma i s'havia proclamat rei de Síria.
Va enviar a Menocares a demanar suport per la seva causa a Tiberi Semproni Grac III i als comissionats romans que eren a Capadòcia. El 160 aC Demetri el va enviar a Roma per obtenir l'aprovació del senat romà, amb un regal d'una corona d'or i l'entrega de Leptines de Síria, l'assassí de Gneu Octavi, l'enviat romà; L'entrega de Leptines fou refusada.